# 放射密度
放射密度是指物件對於电磁波谱中无线电波及X射线部分的不透光性。換句話說，是这些类型的电磁辐射要通過某種材料的「困難程度」。「低放射密度」或者「高放射穿透性」都是指物質對X射线光子的阻擋能力較弱，所以X射线光子穿過它們要比穿過其他物質更加容易。放射密度的概念是可見光中透明與不透明的概念的類比。能夠顯著地阻礙電磁波通過的物質叫做擁有「高放射密度」或「放射性不透明」的物質。而電磁波容易通過的物質叫做「放射性透明」的物質。「放射性不透明」的物質在X光攝影中顯視為白色，「透明」的物質則會在X光片中以較黑的顏色顯示。例如，在普通的X光片中，骨頭是白色或淺灰色的，說明骨頭是「放射性不透明」的物質；肌肉和皮膚是黑色或深灰色的，說明他們是「放射性透明」的物質。
雖然放射密度通常用於定性比較，放射密度也可以通過亨氏單位來定性計算。亨氏單位在電腦斷層掃描中非常重要。亨氏單位將蒸馏水的密度定義為0個單位（0 HU），而空氣則是 -1000 HU。
在現代醫學中，「高放射密度」的物質是指X光和類似的放射線不能穿過的物質。X光攝影的技術因引入「高放射密度」的顯影劑的使用而起了革命。顯影劑能夠進入血管、消化道、腦脊液等，在X光攝影及電腦斷層掃描中將這些組織特顯出來。在設計導絲、支架等放射介入手術所用的器材時，也會確保它們擁有高放射密度。在血管內放置的裝置必須擁有高放射密度，以方便在介入手術時追蹤它們的位置。物質的放射密度主要取決於兩項因素：物質密度和原子數。醫學影中最常使用的高放射密度元素是鋇和碘。
醫學裝置在製造時，通常會加入一些有高放射密度的成份，方便在造影時能夠看到它們。這包括臨時的裝置，例如導絲和導管，也包括永久性值入身體的裝置，例如支架、髖及膝關節的植入體、固定用螺絲等等。金屬植入物通常本身已有足夠的放射密度，所以不需要添加額外的高放射密度物料。然而塑膠裝造的裝置則需要添加含高電子密度的物料，以提高與鄰近身體組織的放射對比度。常用的添加物料包括鈦、鎢、硫酸鋇、氧化鉍、氧化鋯等。有些製造廠商則會直接將重元素（例如碘）結合到聚合物的分子鏈上，來讓材料變得更均一，擁有更低的界面臨界性。當需要檢測醫學裝置的放射密度，以作為向政府申請儀器上市的文件的一部分時，通常會依照ASTM F640 ASTM訂定的醫學用放射密度標準檢測方法 （页面存档备份，存于）來進行測試。

## 另見
- 亨氏單位

## 外部連結
- 量度放射密度的方法[]